# Abidjan International Airport
Abidjan International Airport eller Port Bouet Airport (IATA: ABJ, ICAO: DIAP)), er en lufthavn der ligger i udkanten af Abidjan i Elfenbenskysten i Afrika. 
Lufthavnen, der tidligere hed Félix Houphouët-Boigny International Airport er den største i landet og betjener ca. 815.403 passagerer årligt (2004).
| Luftfart | Spire Denne artikel om flyvning er en spire som bør udbygges. Du er velkommen til at hjælpe Wikipedia ved at udvide den. |

5°15′41″N 3°55′33″V / 5.2614°N 3.9258°V